# Jeffrey Hymanson
Jeffrey D. Hymanson (Anoka, Minnesota, 1954. március 11. –) amerikai válogatott jégkorongozó, olimpikon.

## Karrier
A minnesotai középiskolai és junior ligában kezdett játszani és innen draftolta őt a Minnesota North Stars az 1974-es NHL-amatőr drafton a 15. kör 222. helyén. A National Hockey League-ben sosem játszott. Egy szezont töltött a Southwestern Hockey League-ben, az Albuquerque Chaparralsban. Meghívót kapott az 1976. évi téli olimpiai játékokra, a jégkorongtornára. Az amerikai csapatban 5 mérkőzésen játszott és 3 vereségük is volt (Szovjetunió, Csehszlovákia, NSZK). Nem szerzett pontot a tornán. A csapat az 5. helyen végzett. Szintén játszott az 1976-os jégkorong-világbajnokságon is, ahol a 4. helyen végeztek.